# Joachim Wilhelm von Brawe
Joaquim Guilherme von Brawe (Weißenfels, 4 de fevereiro de 1738 — Dresden, 7 de abril de 1758) foi um dramaturgo alemão.

## Biografia
Antigo aluno da escola de Schulpforta, estudou Direito na Universidade de Leipzig. Era um amigo de Gotthold Ephraim Lessing e terminou quando era ainda muito jovem duas peças de teatro. Nas duas ele inaugura uma estética especial de vingança, estabelecendo com isso um pólo oposto à dramaturgia da compaixão de Lessing. Ele foi o primeiro dramaturgo alemão que escreveu uma peça em verso branco ("Brutus", a tragédia histórica que apareceu dez anos depois da sua morte). A sua morte precoce por varíola, por volta dos 20 anos, impediu o seu desenvolvimento.

## Obras
- Der Freygeist. Ein Trauerspiel in fünf Aufzügen (O Livre Pensador. Uma tragédia em cinco actos, 1758)
  - Безбожный. Трагедiя въ пяти дѣйствiяхъ (tradução russa, 1771)
  - Frietænkeren. Et Sørgespil i fem Optoge af det Tydske (tradução dinamarquesa, 1772)
  - L'Esprit Fort. Tragédie bourgeoise en cinq actes (tradução francesa, 1785)
- Brutus. Ein Trauerspiel in fünf Aufzügen (1768)